# 隋末民变

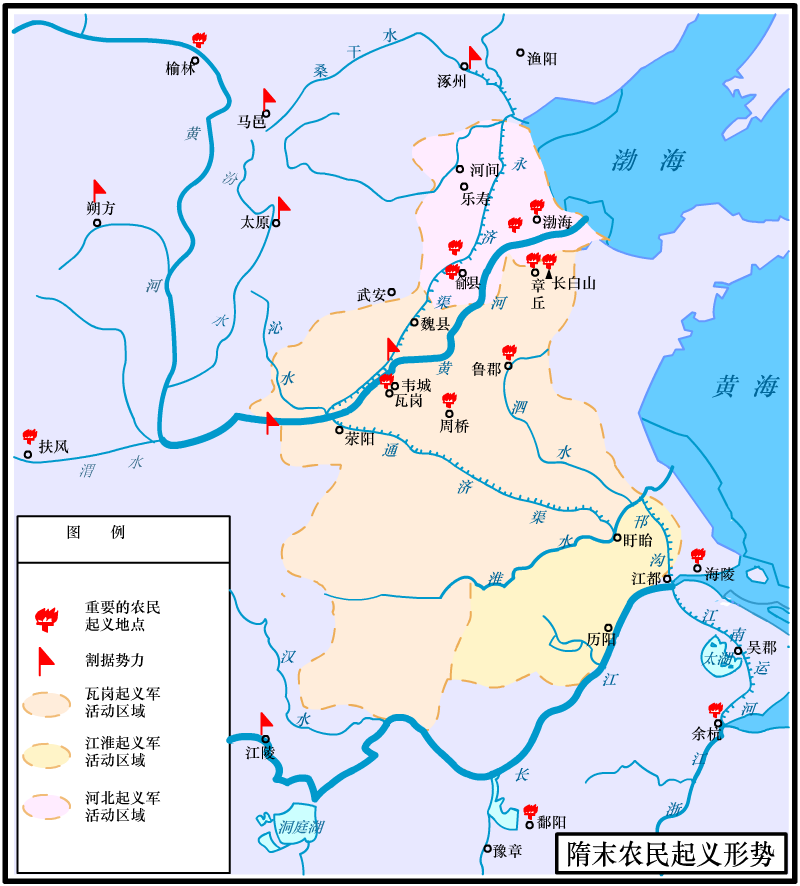
隋末民变形势图

隋末民变是隋朝末年民变推翻隋朝统治的战争，战争自隋炀帝大业七年（611年）的王薄领导的长白山首义为起始，至唐高祖李渊武德七年（624年）辅公祏反唐失败方结束，前后共历时14年。

## 背景
大业六年（610年）隋炀帝第二次巡游江都，次年（611年）二月，炀帝自江都（今江苏扬州）乘龙舟，入永济渠，赴涿郡（今北京市），下诏攻高丽。命元弘嗣往东莱（今山东掖县）海口造船三百艘，官吏督役，船工昼夜立水中，不得休息，自腰以上皆生蛆，死者十分之三四。总征全国各地的水陆兵，不论远近，会集涿郡。又发江淮以南水手一万人，弩手三万人，岭南排镩手三万人，全部奔赴涿郡。五月，炀帝至涿郡临朔宫。令河南、淮南、江南造戎车五万乘，发河南北民夫供应军需。七月，发江淮以南民夫及船只运黎阳及洛口诸仓米至涿郡，船队前后长达千途里，往还在路上的民夫经常有十万人，日夜不绝，死尸横遍道路，全国骚动。
大业七年（611年）秋，河北山东大水，灾情严重。但是朝廷仍征发壮丁民夫征辽东，河北山东爆发多起饥民暴乱。大业八年（612年）年隋炀帝第一次东征高句丽，失败而归。大业九年（613年）隋炀帝第二次征高句丽，因后方爆发杨玄感反叛而中断。大业十年（614年）隋炀帝第三次征高句丽，无功而返。大业十一年（615年）隋炀帝北巡，在雁门被突厥围困时曾许诺停止征高句丽，但是解围之后，又重发征高句丽之诏，军人离心，民变升级，社会崩溃。大业十二年（616年）隋炀帝无视臣下的谏劝，仍旧南巡江都。

## 过程

### 长白山起义
大业七年（611年），王博下令出兵高句丽，并征调大批兵士、粮饷和建造大量的军船，河北、山东是出征军队集结地。当时的山东灾荒严重，百姓无家可归，因此纷纷起义反抗。当山东邹平人王薄首先聚众起义，起义军占领了长白山（今山东章丘东北），王薄自称是“知世郎”，他还作了一首《无向辽东浪死歌》，以号召人民抵制出征高句丽的战争。王博的起义被官军迅速镇压，但全国各地相继出现大大小小起义。
无向辽东浪死歌 隋·王薄

长白山前知世郎，纯着红罗绵背裆。

长槊侵天半，轮刀耀日光。

上山吃獐鹿，下山吃牛羊。

忽闻官军至，提刀向前荡。

譬如辽东死，斩头何所伤。

### 瓦岗起义
大业七年（611年），东郡韦城（今河南滑县东南）人翟让率众起兵，翟让勇敢有胆略，初任东郡法曹，触法当斩，为狱吏救脱，遂于瓦岗（今河南滑县東南）起义，与单雄信、徐世勣等据瓦岗，众至万余人，其部下多为善使长枪之渔猎手。大业十二年（616年），王伯当带李密加入瓦岗军，翟让接受李密建议，亲自率兵攻下荥阳的门户金堤关及周围的县，又在附近的大海寺设伏，歼灭了2万前来镇压瓦岗军的隋军主力。大业十三年（617年），隋朝洛阳留守杨侗派刘长恭、裴仁基等带兵围剿起义军，隋军列阵十里，来势凶凶，翟让分军10队，与之对峙，并亲自率领将士强攻隋营，隋军大乱，全线溃败。刘长恭逃回东都洛阳，裴仁基投降。是年二月，翟让认为李密有领导才能，把瓦岗军的领导权交给了李密，李密为任统军元帅，翟让为上柱国、司徒、东郡公，设三司六卫，建立了瓦岗军政权——“魏”。在隋朝即将被起义军推翻的关键时刻，瓦岗军内部矛盾激化，十一月，李密设计杀害了翟让等重要将领，导致瓦岗军将卒离心，战斗力遭到极大削弱。次年（618年），宇文化及弑隋炀帝，立秦王杨浩为帝，洛阳隋军则拥立杨侗为帝。六月，杨侗赦免李密，命李密挂帅讨伐宇文化及，李密因而对杨侗称臣，但击破宇文化及后自身也遭到重创，不久被发动兵变夺取杨侗政权的王世充所败，被迫降唐，后来又因起兵反唐被杀。

### 河北起义

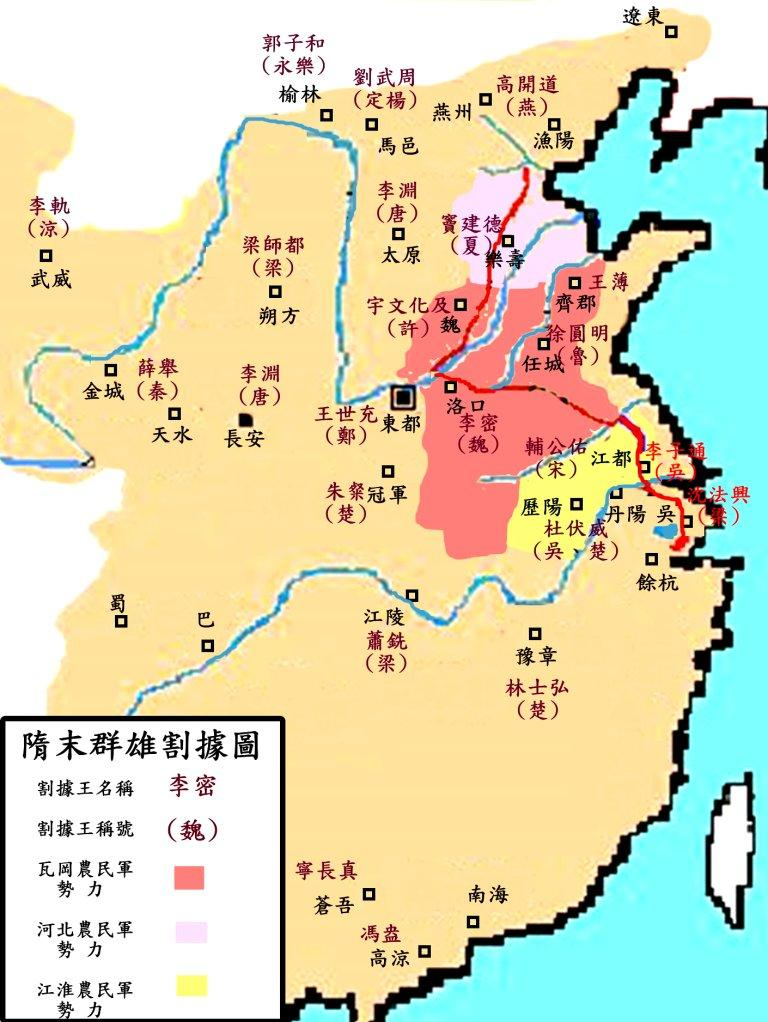
隋末群雄割據圖，粉紅色是竇建德勢力，紅色是李密勢力，黃色是杜伏威勢力。

大业七年（611年），隋炀帝募征高丽，窦建德因勇敢被选为二百人长，因帮助孙安祖起义，被官府追捕，其家属被杀，窦建德率所部二百人在家乡清河漳南（今山东武城东北）起义，投高鸡泊（今河北固城县西南）高士达。高士达战死后，窦建德成为义军首领，义军迅速发展到万余人。大业十二年（616年）十二月，涿郡（今河北涿州市）守将郭洵率军进犯起义军，窦建德率七千义军乘敌不备，突袭敌军，杀敌军无数，缴获马匹数千，隋将郭洵被杀，取得了大胜。大业十三年（617年）正月，窦建德在乐寿（今河北献县）称长乐王，建立了政权。杨广派薛世雄率军围剿起义军，两军在乐寿的七里井交战，起义军佯败诱敌至设伏处，突然折回，伏兵齐起，夹击隋军，隋军大败，薛世雄逃回涿郡。大业十四年（618年）五月，窦建德称夏王。唐高祖武德四年（621年），窦建德起义军与李世民率领的唐军在虎牢关（今河南荥阳西北）交战，被李世民打败，窦建德被俘，后来在长安（今陕西西安）被杀。武德六年（623年），唐太子李建成、齐王李元吉击败了窦建德部将刘黑闼，河北起义失败。

### 江淮起义
大业九年（613年），杜伏威、辅公祏在齐郡（今山东）组织起义，随后南下到江淮南广大地区发展，力量不断壮大。大业十二年（616年）七月，起义军进逼江都（今江苏扬州市），与隋将陈棱率领的援兵相遇对峙，杜伏威率兵强攻隋军，激战中，杜伏威的前额被敌箭射中，但他带箭冲入敌阵，杀得隋军大乱。随后，起义军破高邮、据历阳，建立政权，杜伏威任总管，辅公祏任长史。隋炀帝在江都被杀后，起义军内部发生了分化。唐高祖武德五年（622年）七月，杜伏威投降了李渊。次年，辅公祏控制苏、皖部分地区，以丹阳为中心建立政权起兵反唐。唐朝急派大军镇压，辅公祏领导起义军在当塗与唐军对峙了10个月。终因寡不敌众，丹阳失守。辅公祏被俘而死。

### 其他起义
- 刘霸道建“阿舅军”。大业七年（611年），刘霸道领导平原（今山东平原西南）民變，以负海带河、地形险阻的豆子航（今山东惠民县境）为根据地。刘霸道为当地豪强，累世仕宦，赀产富厚，喜游侠，食客常数百人。起义者聚于其周围，很快达十余万人，号称“阿舅军”。
- 孙安祖聚众高鸡泊。大业七年（611年），清河漳南（今山东武城东北）人孙安祖，家为大水漂没，妻子饿死，县令又逼其服兵役，孙安祖悲愤交加，乃刺杀县令，藏在窦建德家。官府追捕甚急，窦建德帮助他聚众入高鸡泊（今河北故城西南），自号将军。孙安祖后被张金称所杀，其部属归窦建德。
- 高土达起义。大业七年（611年），信都（河北景县）人高士达率众于清河（今河北清河）起义，以高鸡泊为根据地，继与窦建德部会合，自称东海公，以窦建德为司兵，大业十二年（616年）击杀隋将郭绚，小胜轻敌，兵败战死。
- 张金称起义。大业七年（611年），清河隃县（今山东夏津）人张金称率众起义，以河曲（夏津县北大清河曲处）为根据地，众至数万。大业十二年（六一六），隋将杨义臣灭张金称，其余部归窦建德。
- 魏刀兒起義。大業十一年（615年），魏刀兒聚眾十萬人起事，與王須拔起事同時，自稱歷山飛。王須拔死後盡領其眾，後稱魏帝。大業十四年（618年），魏刀兒被竇建德暗算、俘殺，其部屬被竇建德兼并。[2]
- 操师乞、林士弘起义。大业十二年（616年）起兵，次年操师乞被隋将刘子翊所杀，林士弘统军，杀刘子翊，发展到十多万人，攻占虔州（在今江西省赣州市境），称楚帝。武德五年（622年）降唐，复叛，退保安成（今江西安福东南）山洞，不久病亡。

## 结果
在民變的打击下，隋朝土崩瓦解，但是瓦岗军也出现了分裂和内争，在军事斗争上失去了先机。杨浩被宇文化及所杀后，杨侗成为隋朝唯一在位皇帝。李密被击溃后，民变首领多向杨侗称臣，但杨侗也随即被王世充篡位，隋朝灭亡。后来，各地的军隊先后被李世民打败，中国大部地区逐渐为唐军所有，至此，隋末以来民變战争基本结束。

## 隋末割據政權结局
1. 618年——唐高祖李淵建立唐朝，定都長安。
2. 618年——李密魏滅亡。
3. 618年——薛舉秦滅亡。
4. 618年——高曇晟齊滅亡。
5. 619年——宇文化及許滅亡。
6. 619年——李軌涼滅亡。
7. 620年——郭子和永樂滅亡。
8. 620年——沈法興梁滅亡。
9. 620年——劉武周漢滅亡。
10. 621年——竇建德夏滅亡。
11. 621年——王世充鄭滅亡。
12. 621年——朱粲楚滅亡。
13. 621年——蕭銑梁滅亡。
14. 622年——杜伏威吳滅亡。
15. 622年——林士弘楚滅亡。
16. 622年——李子通吳滅亡。
17. 623年——劉黑闥漢東滅亡。
18. 624年——高開道燕滅亡。
19. 624年——輔公祏宋滅亡。
20. 628年——梁師都梁滅亡。
21. 640年——高昌滅亡。

## 关联条目
- 隋与高句丽的战争
- 唐朝开国战争